# Giffers

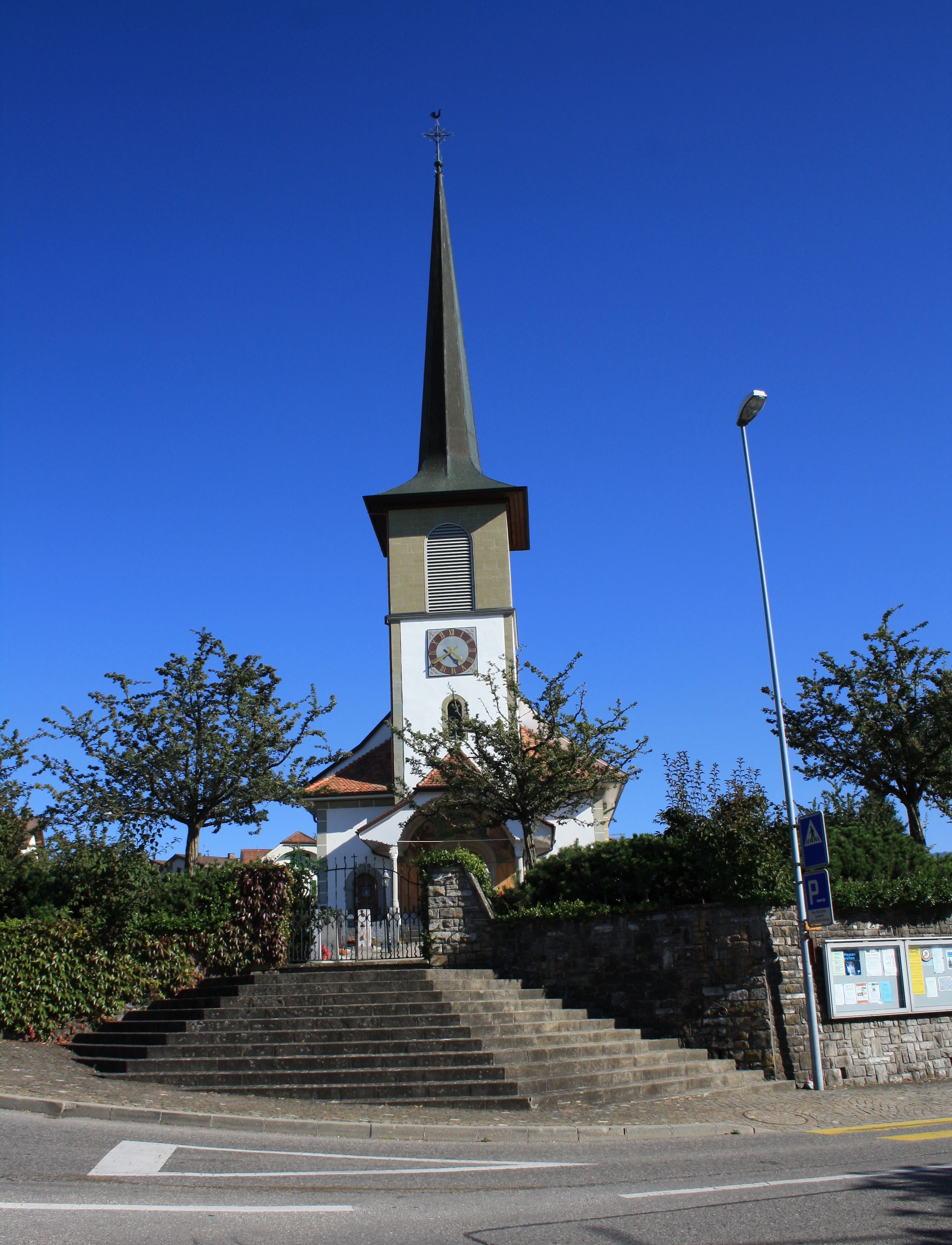
Romersk-katolska kyrkan i Giffers.

Giffers (franska: Chevrilles) är en ort och kommun i distriktet Sense i kantonen Fribourg i Schweiz. Kommunen hade 1 684 invånare (2023).